# Asiatech
Asian Motor Technics, kallat AMT eller Asiatech, var en tillverkare av formel 1-motorer.
Asiatech levererade motorer till formel 1-stallen Arrows och Minardi i början av 2000-talet. Asiatechbilar tog som bäst en femteplats i Australien 2002.